# Saint-Alfred
Saint-Alfred es un municipio canadiense situado en la provincia de Quebec.

## Superficie
Saint-Alfred tiene una superficie de 43,49 km².

## Demografía
En 2021, tenía 519 habitantes, una densidad poblacional de 11,9 hab./km², y 241 viviendas.